# استور ماگلبی
استور ماگلبی (به دانمارکی: Store Magleby) یک شهرک در دانمارک است که در شهرداری دراگور واقع شده‌است. استور ماگلبی ۲٬۰۰۰ نفر جمعیت دارد و ۵ متر بالاتر از سطح دریا واقع شده‌است.